# Amédée Pacôme Nkoulou
 (mai 2019).
Amédée Pacôme Nkoulou est un cinéaste gabonais, réalisateur de documentaires.

## Biographie
Après une licence professionnelle en techniques de réalisation cinématographique et audiovisuelle à l'Institut Supérieur de l'Image et du Son à Ouagadougou au Burkina Faso, Amédée Pacôme Nkoulou a été assistant-réalisateur sur les films L'œil de la cité de Samantha Biffot (2012), Dialemi de Nadine Otsobogo (2013) et Sans Famille de Pauline Mvélé (2013) avant de passer à la réalisation. Son premier court-métrage Moane Mory, qui traite de la responsabilité des parents par rapport à leurs enfants, a été sélectionné au Festival de Cannes. Il a ensuite réalisé les documentaires Une vie après le bloc, qui suit deux médecins spécialisés dans les poses de pacemaker et les prothèses de genou, et Boxing Libreville, qui met en parallèle la vie de Christ, un jeune boxeur gabonais, et les élections présidentielles de 2016 au Gabon. Son œuvre se concentre sur des sujets à caractère social.

## Filmographie
- Moane Mory - L'enfant unique (Gabon, 2014, court métrage fiction)[3].
- Une vie après le bloc (Gabon, 2016, documentaire)[4].
- Boxing Libreville - Combats d'une vie (Gabon / France / Belgique, 2018, documentaire)[5],[6],[7].
- Dialemi - Elle s’amuse  (Gabon, 2013, court métrage, fiction)[8] .
- Sans famille - (Gabon 2013, moyen métrage, documentaire)[9] .
- L'Oeil de la cité (Gabon 2012, court métrage, série TV)[10] .
- Les fresques des oubliés (Gabon / France / Pays-Bas, 2021, long métrage, fiction)[11] .

## Récompenses et nominations
- Moane Mory a été sélectionné au Festival du cinéma européen de Libreville (Gabon) et au Short film corner du Festival de Cannes 2014[1],[12].
- Une Vie après le bloc a fait partie de la sélection officielle du festival Escales documentaires de Libreville (Gabon) en 2016.
- En 2018, Boxing Libreville a été sélectionné au 49e festival Visions du réel de Nyon (Suisse)[13],[14], aux États généraux du film documentaire de Lussas (France)[15], au 13e festival Cinémas d'Afrique de Lausanne (Suisse)[16], au festival Écrans noirs de Yaoundé (Cameroun)[17], au Dokfest-Munich (Allemagne)[18]. Il a été nommé aux Africa Movie Academy Awards[19]. Il a reçu le prix du meilleur documentaire au Festival de cine africano de Tarif (Espagne)[20] et le Prix spécial du jury du Festival international du film documentaire d'Agadir (Maroc)[21],[22].